# Râul Zorleni
Râul Zorleni este un curs de apă, afluent al râului Bârlad. 